# White Island, St Martin's
White Island är en ö i Storbritannien.   Den ligger i Scillyöarna och riksdelen England, i den södra delen av landet, 500 km väster om huvudstaden London. Arean är 0,25 kvadratkilometer.
Terrängen på White Island är mycket platt. Öns högsta punkt är 20 meter över havet. Den sträcker sig 0,8 kilometer i nord-sydlig riktning, och 0,6 kilometer i öst-västlig riktning.